# ꭃ
Cette page contient des caractères spéciaux ou non latins. S’ils s’affichent mal (▯, ?, etc.), consultez la page d’aide Unicode.
ꭃ (uniquement en minuscule), appelé o dans l’o ouvert culbuté, est une lettre additionnelle de l’alphabet latin utilisée dans la transcription phonétique d’Otto Bremer,.

## Utilisation

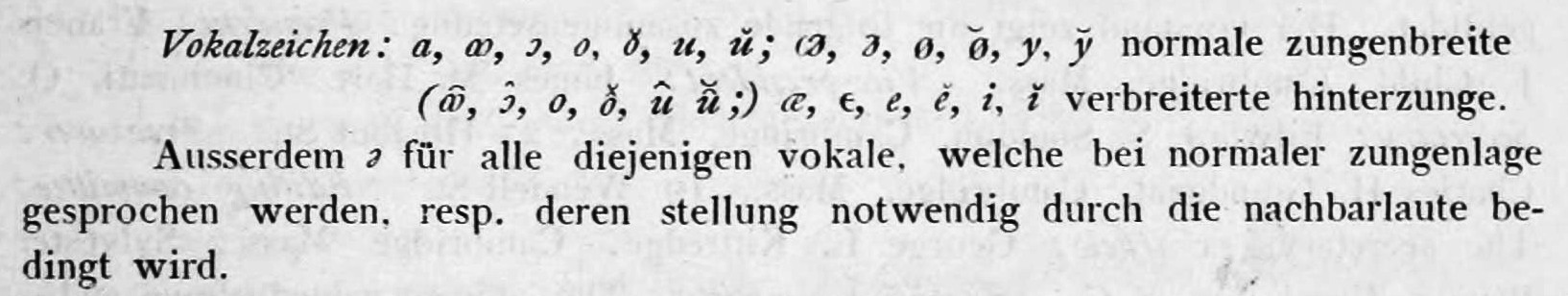
Symboles de voyelles de Bremer dans un article de Phonetische Studien de 1889.

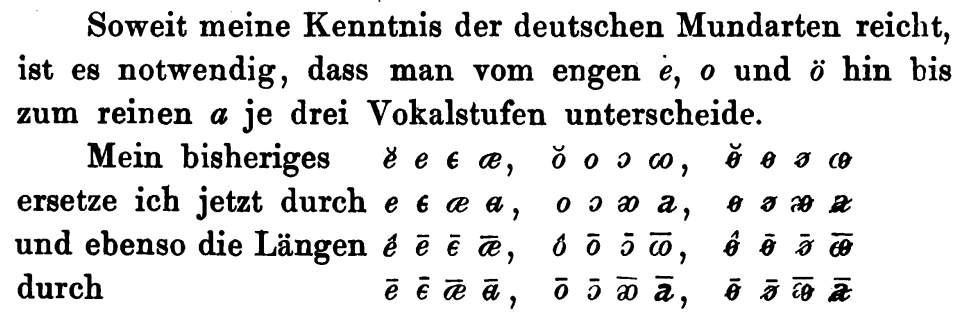
Tableau présentant les symboles de certaines voyelles d’Otto Bremer de 1893 et leurs équivalents de 1898.

Dans Deutsche Phonetik, publié en 1893, Otto Bremer recommande l’utilisation des symboles ø et y pour les voyelles ö et ü, et recommande l’utilisation de ligatures formées de a avec e, o ou ö pour les voyelles e, o ou ö teintées de a.

## Représentations informatiques
Cette lettre peut être représentée avec les caractères Unicode (Latin étendu E) suivants :
| formes    | représentations | chaînes de caractères | points de code | descriptions                               |
| --------- | --------------- | --------------------- | -------------- | ------------------------------------------ |
| minuscule | ꭃ               | ꭃ                     | U+AB43         | lettre minuscule latine o ouvert culbuté o |